# Juno 3: Proxemics
Juno 3: Proxemics ist ein Musikalbum von Han-earl Park, Lara Jones und Pat Thomas. Die im November 2023 live im Londoner Cafe Oto im Rahmen des EFG London Jazz Festival entstandenen Aufnahmen erschienen am 15. Januar 2025 im Eigenverlag auf der Plattform Bandcamp.

## Hintergrund
Das Improvisations-Trio, bestehend aus dem Gitarristen Han-earl Park, der Saxophonistin Lara Jones und dem Pianisten Pat Thomas, hat für ihr zweites gemeinsames Album den Titel Proxemics gewählt; in der Kulturanthropologie ist Proxemik die Erforschung der Beziehung von Menschen zum Raum und seiner Nutzung, sei es als Teil der nonverbalen Kommunikation oder anderer Formen der Interaktion, notierte Antonio Poscic. „So wie wir im täglichen Leben soziale Distanzen vermitteln, entsteht die Ästhetik der Gruppe aus ähnlichen Verhandlungen, bei denen einzelne Stimmen Raum erforschen, um ihn kämpfen und sich dann in konstruktiver Interferenz gegenseitig überlagern.“
Das Album ist in zwei Versionen erhältlich. Die digitale Ausgabe umfasst zwei Sets mit jeweils sechs Teilen, „Derealization“ und „Proxemics“, während die Kassettenveröffentlichung nur einen alternativen Mix des zweiten Teils „Proxemics“ enthält, der vom Raummikrofon stammt.

## Titelliste
- Han-Earl Park, Lara Jones und Pat Thomas: Juno 3: Proxemics

1. Derealization I 4:07
2. Derealization II 4:57
3. Derealization III 3:52
4. Derealization IV 6:19
5. Derealization V 5:55
6. Derealization VI 3:47
7. Proxemics I 5:05
8. Proxemics II 3:54
9. Proxemics III 6:10
10. Proxemics IV 7:15
11. Proxemics V 6:10
12. Proxemics VI: Rumble 5:13

Die Kompositionen stammen von Han-Earl Park, Lara Jones und Pat Thomas.

## Rezeption
Anstatt in den „bequemen Fluss und die anschließende Brunft“ einer typischen freien Improvisationssitzung zu verfallen, agiere das Trio im viszeralen, vollen Attack-Noise-Modus, schrieb Antonio Poscic in The Quietus. Ihre Instrumente würden schroffe, spastische Figuren formen, sie dann aufeinanderprallen und miteinander verschmelzen lassen, was zu einem Klang führe, der einer freieren Version von Ryoji Ikedas fehlerhaftem Minimalismus oder John Wieses elektroakustischen Drones ähnele.
In den sechs „Proxemics“-Stücken verzichte Thomas auf das Klavier zugunsten der Elektronik und necke seine Kollegen mit einem Arsenal eigenwilliger Effekte, von Alarmsummern bis hin zu bröckelnden, verblassenden Beats, so Poscic weiter. Aufgrund der organisatorischen Komplikationen rund um ihren Auftritt herrsche hier eine gewisse Spannung. Letztendlich erweise sich diese Nervosität als aufregend, sie würde in den negativen Räumen zwischen den Spielern auf tauchen und sich auflösen, oft begleitet von einem Gefühl des Scherzes. Im Vergleich dazu wirken die „Derealization“-Stücke stacheliger, wie eine pointillistische Vision von Noise-Musik. Da ihnen das schiere Volumen und die strukturelle Dichte von „Proxemics“ fehlen, liege ihr Reiz in den schelmischen Einzelklängen: Jones′ froschartiges Saxophonkrächzen („Derealization I“), Thomas‘ Sirenenruf, fliegenden Artilleriebögen („Derealization IV“) und Parks schneidende Kringel, unheimliches Dröhnen und an die Umgebung angrenzende Ausdrücke („Derealization V“). Auch hier würden sie ihrem Namen treu bleiben – Derealisation sei der Zustand, in dem die Realität als etwas Fernes und Falsches erlebt wird.